# Хохволькерсдорф
Хохволькерсдорф (нем. Hochwolkersdorf) — коммуна (нем. Gemeinde) в Австрии, в федеральной земле Нижняя Австрия. 
Входит в состав округа Винер-Нойштадт.  Население составляет 1035 человек (на 31 декабря 2005 года). Занимает площадь 23,52 км². Официальный код  —  32310.

## Политическая ситуация
Бургомистр коммуны — Вальтрауд Грубер (СДПА) по результатам выборов 2005 года.
Совет представителей коммуны (нем. Gemeinderat) состоит из 19 мест.
- СДПА занимает 12 мест.
- АНП занимает 5 мест.
- местный список: 2 места.